# NGC 3389
NGC 3389 est une galaxie lenticulaire située dans la constellation du Lion. NGC 3389 a été découverte par l'astronome germano-britannique William Herschel en 1784. Cette galaxie a aussi été observée par l'astronome britannique John Herschel le 23 mars 1830 et elle a été inscrite au catalogue NGC sous la désignation NGC 3373.

## Caractéristiques
La classe de luminosité de NGC 3389 est III et elle présente une large raie HI.

### Distance
Sa vitesse par rapport au fond diffus cosmologique est de 1 651 ± 24 km/s, ce qui correspond à une distance de Hubble de 24,4 ± 1,7 Mpc (∼79,6 millions d'al).
À ce jour, deux douzaines de mesures non basées sur le décalage vers le rouge (redshift) donnent une distance de 21,983 ± 4,528 Mpc (∼71,7 millions d'al), ce qui est à l'intérieur des valeurs de la distance de Hubble.

### Morphologie
NGC 3389 a été utilisée par Gérard de Vaucouleurs comme une galaxie de type morphologique SA(s)c dans son atlas des galaxies,.

## Supernova
Deux supernovas ont été découvertes dans NGC 3389 : SN 1967C et SN 2009md.

### SN 1967C
La supernova SN 1967C a été découverte le 28 février 1967 par Chuadze (?). Cette supernova était de type Ia.

### SN 2009md
La supernova SN 2009md a été découverte le 4 décembre 2009 par l'astronome japonais Koichi Nishiyama (it). Cette supernova était de type IIP.

## Groupe de NGC 3338
NGC 3389 fait partie du groupe de NGC 3338. Outre NGC 3338, ce groupe comprend au moins 4 autres galaxies : NGC 3346, UGC 5832, PGC 31933 et MK 1263.